# Justizvollzugsanstalt Waldeck
Die Justizvollzugsanstalt Waldeck ist eine JVA in Mecklenburg-Vorpommern (Deutschland). Sie befindet sich in der Gemeinde Dummerstorf im Landkreis Rostock. Zirka zehn Kilometer weiter nördlich befindet sich die größte Stadt des Bundeslandes, die Hansestadt Rostock.

## Geschichte
Nach der politischen Wende und der Deutschen Wiedervereinigung wurden mehrere Gefängnisse im neu gegründeten Bundesland Mecklenburg-Vorpommern geschlossen. Dazu zählte unter anderem die marode und baufällig gewordene Strafvollzugseinrichtung Warnemünde und die Untersuchungshaftanstalt Rostock. Sie entsprachen nicht mehr den nun gesamtbundesdeutschen Haftbedingungen. Die restlichen Anstalten konnten den Bedarf an Haftplätzen im Bundesland jedoch kaum abdecken, was zur Überbelegung in den verbliebenen Gefängnissen in Mecklenburg-Vorpommern führte. Daraufhin entschloss sich die damalige Landesregierung für den Bau der Justizvollzugsanstalt Waldeck. Die knappe Finanzlage führte hierbei zu einer noch nie dagewesenen Entscheidung, nicht nur in Mecklenburg-Vorpommern, sondern in der Geschichte der Bundesrepublik Deutschland. Erstmals wurde die Planung und Errichtung einer Justizvollzugsanstalt durch einen privaten Investor vorfinanziert, was mit einer Privatisierung des Strafvollzugs aber nicht zu vergleichen war. Die Investmentfirma Wegner & Kludt oHG baute im Auftrag Mecklenburg-Vorpommerns die Justizvollzugsanstalt Waldeck für damals 85 Millionen D-Mark und vermietet diese für 30 Jahre für sieben Millionen D-Mark jährlich an das Bundesland ohne im Haftalltag involviert zu sein.
Die auf einer Fläche von zunächst 15.000 Quadratmeter errichtete und von der Bundesautobahn 19 sichtbare JVA Waldeck wurde am 1. Juli 1996 in Dienst gestellt und galt seiner Zeit als das modernste und sicherste Gefängnis Deutschlands. Es handelte sich zu diesem Zeitpunkt um eine Anstalt des geschlossenen Vollzugs. Bereits zwei Jahre später, am 1. Juli 1998, wurde die JVA nahe bei Rostock um den offenen Vollzug erweitert. Auch Waldeck II, wie der offene Vollzug dieser Justizvollzugsanstalt zum Teil genannt wurde, wurde mit privaten Mitteln errichtet und finanziert; allerdings für viel weniger Geld, da bereits vorhandene Versorgungseinrichtungen des bereits bestehenden Gefängnisses mitgenutzt werden konnten.
Trotz des hohen Sicherheitsstandards dieser Justizvollzugsanstalt gelang einem Gefangenen im Juni 2002 die bislang einzige Flucht aus dem geschlossenen Vollzug dieser JVA. Ein Verurteilter konnte in einem Pappkarton fliehen. Kurze Zeit später wurde der Flüchtige jedoch in Schwarzenbek gefasst.
Da der Gesetzgeber bundesweit Einrichtungen von sozialtherapeutischen Abteilungen oder Anstalten verpflichtend anordnete, wurde Ende des Jahres 2004 ein weiteres Gebäude auf dem Gelände dieser Justizvollzugsanstalt fertiggestellt. Es handelte sich um den bislang letzten Bauabschnitt in der Geschichte dieser Anstalt. Errichtet wurde eine solch geforderte sozialtherapeutische Abteilung die Anfang 2005 ihren Dienst aufnahm und mit verurteilten Sexual- und Gewaltstraftätern aus dem gesamten Bundesland belegt wurde. Ein halbes Jahr nach Inbetriebnahme dieser Abteilung geriet sie, und somit die JVA Waldeck, bundesweit in die Schlagzeilen. Ein von dort aus entlassener Gefangener wurde nur eine Woche nach dem Schritt in die Freiheit rückfällig. In der Rostocker Heide misshandelte, vergewaltigte und ermordete dieser ehemalige Häftling ein nur 16-jähriges Mädchen namens Carolin aus Graal-Müritz. Der rückfällig gewordene Täter wurde gefasst, vor Gericht gestellt und zu lebenslanger Haft mit anschließender Sicherungsverwahrung verurteilt. Die Sachverhalte und Umstände, die zum Mordfall Carolin führten, wurden im Parlamentarischen Untersuchungsausschuss Mecklenburg-Vorpommerns aufgearbeitet. Schwachstellen innerhalb der Justiz wurden festgestellt und die Leitung der Sozialtherapie ausgetauscht.
Von 2008 bis 2018 befand sich in Waldeck das für alle Haftanstalten des Landes zuständige Diagnostikzentrum, welches sich seit 2018 in der JVA Bützow befindet. 
Um eine Haftstrafe im Juli 2010 antreten zu können, benutzte ein Verurteilter als Transportmittel ein Pferd samt Kutsche. Die Justizvollzugsanstalt nahm auch das Pferd zur Pflege auf. Als im Februar 2011 die Entlassung des Inhaftierten anstand, sah das zuständige Veterinäramt Bad Doberan das Pferd als zu schwach für die Heimreise an. Ein Abschleppdienst brachte es zu seinem nun entlassenen Besitzer.
Anfang 2014 gab einer der Investoren für den Bau der JVA Waldeck – Stefan Kludt – bekannt, dass der Bauauftrag mithilfe von Bestechung zustande gekommen sei. Der damalige Finanzstaatssekretär Wilhelm Burke habe zunächst 500.000 Euro Schmiergeld und später eine Anstellung bei der Investmentfirma erhalten. Diese Aussagen führten zu staatsanwaltschaftlichen Ermittlungen. Die aktuelle Landesregierung geriet unter Druck, da das Land Mecklenburg-Vorpommern zwischen 2007 und 2011 zweimal die Chance nicht nutzte, mutmaßliche sittenwidrige Verträge zu kündigen.
Mitte 2014 wurde über regionale Medien bekannt, dass die JVA Waldeck unter Personalmangel leidet.

## Sachliche und örtliche Vollstreckungszuständigkeit
Grundlage für die Zuständigkeit der JVA Waldeck ist der Vollstreckungsplan (§ 152 StVollzG) des Landes Mecklenburg-Vorpommern. Dieser gibt an, dass die JVA Waldeck für die Vollstreckung von Untersuchungshaft an männlichen Personen über 21 Jahren aus dem Landgerichtsbezirk Rostock und dem Amtsgerichtsbezirk Ribnitz-Damgarten, darüber hinaus für den Vollzug von Freiheitsstrafen an männlichen Verurteilten mit einer Freiheitsstrafe von mehr als sechs Jahren und lebenslanger Freiheitsstrafe für alle Landgerichtsbezirke des Bundeslandes zuständig ist.
Weiterhin werden in dieser Justizvollzugsanstalt Freiheitsstrafen und Ersatzfreiheitsstrafen an männlichen Verurteilten vollzogen, die ihre Verurteilung aus dem Landgerichtsbezirk Schwerin und Rostock erhalten haben. Diese werden im offenen Vollzug untergebracht und dort betreut. Die sozialtherapeutische Abteilung der JVA ist zuständig für männliche erwachsene Gefangene des Bundeslandes gemäß § 9 Abs. 1 und Abs. 2 des Strafvollzugsgesetzes. Auch Ordnungs-, Sicherungs-, Zwangs- und Erzwingungshaft, sowie den Vollzug von Strafarrest an Soldaten der Bundeswehr des Landgerichtsbezirks Rostock und des Amtsgerichts Ribnitz-Damgarten können in dieser JVA vollzogen werden.
Neben diesen Zuständigkeiten werden auf richterliche Anordnung Untersuchungsgefangene anderer Landgerichtsbezirke aufgenommen. Es besteht zudem die Möglichkeit gefährliche Gefangene, die besonders fluchtgefährdet sind, in Abweichung vom Vollstreckungsplan in dieser Anstalt unterzubringen. Diese können aus anderen Justizvollzugsanstalten des Landes Mecklenburg-Vorpommern und auch aus anderen Bundesländern zugeführt werden.

## Kapazität
Die Justizvollzugsanstalt Waldeck unterteilt sich in drei Hafthäuser – das Hafthaus des geschlossenen Vollzugs, das des offenen Vollzugs und das Gebäude der sozialtherapeutischen Abteilung. Das dreigeschossige Hafthaus des geschlossenen Vollzugs gliedert sich dabei in die Vollzugsabteilungen A, B und C auf. Zusammen haben diese drei Abteilungen eine Kapazität von 234 Haftplätzen. Der zweigeschossige offene Vollzug, oder die Station D dieser JVA, besitzt eine Kapazität von 100 und die Station E, die dreigeschossige sozialtherapeutische Abteilung, eine Kapazität von 48 Plätzen. Die JVA Waldeck verfügt somit über eine Gesamtkapazität von zusammen 382 belegbaren Haftplätzen. Darin nicht enthalten sind die zur Verfügung stehenden Hafträume des medizinischen Bereichs, Zu- und Abgangshafträume, ein besonders gesicherter Haftraum, Hafträume im Disziplinar- und Sicherungsbereich, der Behindertenhaftraum und auch nicht die Unterbringungsmöglichkeiten für sogenannte Rückkehrer gemäß § 125 des Strafvollzugsgesetzes.

## Anstaltsleitung
Erster Anstaltsleiter der JVA war der Jurist und Sozialpädagoge Rupert Koch. Unter seiner Führung nahm das einst sicherste Gefängnis der Bundesrepublik Deutschland den Betrieb auf. Ab 2009 übernahm Frank Grothjohann die Amtsgeschäfte und ist seither amtierender Leiter der Justizvollzugsanstalt. Mit Amtsantritt löste er den langjährigen Behördenleiter Ralf-Gunter Nagler ab. Seit Dezember 2018 ist Kirstin Böcker als Leiterin der Justizvollzugsanstalt Waldeck ernannt. Sie wechselt von der JVA Stralsund, die sie in den letzten Jahren zur Vorzeigeanstalt im Lande entwickelte.

## Personal
Das in der JVA Waldeck tätige Personal setzt sich aus Mitarbeitern unterschiedlichster Fachbereiche zusammen. Dazu zählen Verwaltungs- und Vollzugsbeamte, medizinischer Dienst, Psychologen und Sozialpädagogen. Diese sind für die Betreuung und Versorgung der Gefangenen zuständig und organisieren den Vollzugsalltag. Darüber hinaus bieten Seelsorger, ehrenamtliche Helfer und externe Mitarbeiter den Inhaftierten ihre Hilfe, Beratung und Unterstützung an.
Nicht wenige im Strafvollzug tätige Bedienstete dieser Justizvollzugsanstalt organisieren sich in der Gewerkschaft, im Bund der Strafvollzugsbediensteten Deutschlands.
In Anlehnung an die Dienstgrade der Volkspolizei der DDR werden die Justizvollzugsbeamten in Waldeck von den Gefangenen auch heute noch sehr häufig mit Meister angesprochen.

## Unterbringung der Gefangenen
Die Inhaftierten dieser Justizvollzugsanstalt werden in Einzelhafträumen untergebracht. Damit wird der Rechtsanspruch auf eine Einzelunterbringung zum Schutz der Persönlichkeits- und Intimsphäre gewährleistet. Ein solcher Einzelhaftraum hat die Größe von elf Quadratmetern und ist mit Nasszelle, Bett, Schrank, Tisch und Stuhl, Wandregal, Pinnwand und einem TV-Anschluss ausgestattet. Es ist den Gefangenen erlaubt sich darüber hinaus entsprechend auszustatten. Üblicherweise zählen dazu vor allem ein begrenzt großes Fernsehgerät, DVD-Player, CD-Recorder und Spielkonsolen. Aber auch Bücher, private Kleidung, Bilder von Angehörigen oder Nahrungs- und Genussmittel sind in angemessenem Umfang erlaubt, müssen aber beantragt und genehmigt sein.
In Ausnahmefällen können Inhaftierte auch in zur Verfügung stehenden Doppelhafträumen untergebracht werden. Diese Hafträume sind etwa doppelt so groß wie die Einzelhafträume und in der JVA Waldeck anzahlmäßig stark begrenzt.

## Arbeit für Inhaftierte
Im geschlossenen Vollzug der JVA Waldeck gibt es sogenannte Eigenbetriebe. Hierzu zählen die Tischlerei, Schlosserei und Metallbau. Für die Gefangenen besteht in diesen Betrieben die attraktive Möglichkeit, ihrem Tagesablauf einen Sinn zu verleihen und geregelter Arbeit nachzukommen. Sie produzieren dort nicht nur für den Eigenbedarf der Justizvollzugsanstalt, sondern auch Erzeugnisse für externe Kunden. Unter anderem fertigen sie Büromöbel, Räucheröfen, Grills und Spielgeräte für Kindertagesstätten.
In der sozialtherapeutischen Abteilung auf dem Gelände der Justizvollzugsanstalt befindet sich auch die Arbeitstherapie. Dort werden Inhaftierte (hier Klienten) behutsam mit einfachen Tätigkeiten konfrontiert, da Arbeit in diesem Betrieb einen therapeutischen Hintergrund besitzt.
Weitere Arbeitsplätze für die Gefangenen bieten sich in den Wirtschaftsbetrieben Kammer, Wäscherei, Küche und der Bücherei.
Auf jedem Haftbereich der Anstalt werden Hausarbeiter eingesetzt. Zumeist werden diese mit Reinigungsaufgaben beauftragt. Sie sind unter anderem aber auch für die durch Bediensteten überwachte Kostausgabe eingeteilt.

## Gefangenenzeitung
Es gibt eine Gefangenenzeitung namens Fuchsbau, benannt nach der postalischen Adresse der JVA Zum Fuchsbau 1.

## Prominente Inhaftierte
- Jürgen Brähmer (2005),[26] deutscher Profiboxer
- Karsten Speck (2006),[27] deutscher Schauspieler
- Marcus Japke (2012),[28] überregionaler deutscher Radiomoderator
- Martin Semmelrogge (2013),[29][30][31][32] deutscher Schauspieler